# Woolly Wolstenholme
Stuart John "Woolly" Wolstenholme (Chadderton, 15 april 1947 - 13 december 2010) was een Britse toetsenist en zanger die voornamelijk optrad met de groep Barclay James Harvest (BJH). Hij was naast John Lees en Les Holroyd de derde man die composities aandroeg. In de beginjaren was hij de voornaamste zanger in de band.
Wolstenholme speelt muziek sinds zijn tijd op de North Chadderton Secondary Modern in Oldham (Lancashire). Toen hij later naar de Oldham School of Art ging, ontmoette hij daar John Lees en vormde met hem bandjes. Eerst The Sorcerers en daarna The Keepers. Wolstenholme speelde alle instrumenten die nodig waren, van banjo tot tenorhoorn.
In 1967 ging The Keepers samen met een band met Holroyd en Mel Pritchard; Barclay James Harvest is een feit. De band heeft geen toetsenist en Wolstenholme maakte zich de diverse instrumenten eigen. Hij speelde vanaf het begin piano, orgel, synthesizer en de dan nog moeilijk onder de knie te krijgen mellotron. In 1979 verliet Wolstenholme de band; het was de tijd van de neergang van de symfonische rock. Voorts eisten Lees en Holroyd zoveel invloed dat er voor hem naar zijn mening weinig ruimte meer overbleef.
Na zijn vertrek maakte hij zijn eerste soloalbum Maestoso, met muzikanten met wie hij eerder had gewerkt in het project Mandalaband. Het album bevat deels oude, deels nieuwe composities. Het album toont zijn voorliefde voor op klassieke muziek geschoeide composities. In Engeland ging hij op tournee met Judie Tzuke, in Europa trad hij op in het voorprogramma van Saga. Tijdens deze tour trad hij ook op in Paradiso in Amsterdam, op 20 februari 1982. Omdat zijn platenmaatschappij Polydor de marketing van Barclay James Harvest niet in gevaar wilde brengen, werd er niet geïnvesteerd in promotie van Woolly's project Maestoso. Maestoso kwam niet van de grond en de demo's voor een tweede album verdwenen in de la. Wolstenholme componeerde nog wel samen met David Rohl enkele soundtracks voor animatiefilms van Cosgrove Hall, maar uiteindelijk vertrok Wolstenholme uit de muziekwereld en ging ecologisch boeren in Lancashire. In 1989 gaf de Engelse BJH-fanclub een cassette uit met vijf nummers van het beoogde tweede album. Deze kregen, aangevuld met meer onuitgegeven materiaal, een officiële uitgave in 1994 als Songs from the Black Box.
Ondertussen ging het met BJH voor de wind, tot aan het midden van de jaren 90. Lees en Holroyd kregen toen een meningsverschil en de band ging in twee facties verder. Lees ontmoette Wolstenholme weer en schakelde hem opnieuw in als toetsenist. Het resultaat is het album Nexus. Daarnaast bleef Wolstenholme muziek maken onder de naam Maestoso, genoemd naar zijn eerste soloalbum. Onder de BJH-fans bestond nog steeds een schare trouwe aanhangers van Wolstenholme. In 2004 werd een tour gepland door Engeland, maar wegens gebrek aan belangstelling bleef het bij enkele losse optredens.
Wolstenholme pleegde op 63-jarige leeftijd zelfmoord, na een lange periode van depressies. Zijn ervaringen met zijn depressies en de behandelingen die hij onderging, had hij verwerkt op zijn laatste album, Caterwauling. Na zijn overlijden werd op zijn website gemeld: "Het is met intens verdriet dat we melden dat Woolly Wolstenholme is overleden. In de afgelopen weken ging de geestelijke gezondheid van Woolly sterk achteruit en helaas nam hij zijn eigen leven op maandag 13 december. In deze moeilijke tijden zijn we met onze gedachten bij Woolly's partner Sue. We willen alle fans van Woolly vragen zijn ongelooflijke bijdrage aan de populaire muziek en zijn unieke aanwezigheid op het podium te onthouden."
De band bracht een single "Breathless"/"When the City Sleeps" uit onder het pseudoniem "Bombadil" in 1972. "Breathless", een instrumental, werd toegeschreven aan "Terry Bull" (eigenlijk John Lees). De B-kant "When the City Sleeps" werd toegeschreven aan "Lester Forest" (eigenlijk Woolly Wolstenholme), die ook elk instrument bespeelde en zong. Dit obscure nummer verscheen op de soundtrack van de serie Life on Mars uit 2007, hoewel het niet op de cd-release stond. 

## Discografie
- Maestoso (1980)
- Too late... (1989, cassette, beperkte oplage)
- Songs From the Black box (1994)
- One drop in a dry world (2004)
- Fiddling meanly (2004)
- Black Box Recovered (2004, heruitgave)
- Grim 2005
- Caterwauling 2007
- Uneasy listening (2009, compilatie)